# Nane
Nane là một huyện (muang, mường) thuộc tỉnh Luangprabang ở thượng  Lào .